# Ventura Rodríguez
Ventura Rodríguez (Ciempozuelos, Madrid, 1717 - Madrid, 1785), arquitecte del segle xviii, fou un arquitecte destacat a la seva època, la seva trajectòria se situa a cavall entre dues grans corrents artístiques: el barroc i el neoclassicisme.
Era fill d'un modest paleta que treballava a les obres del Reial Lloc i Vila d'Aranjuez. Mentre ajudava al seu pare va donar proves d'una forta i hàbil inclinació cap al dibuix, de manera que no va trigar gaire a trobar ocupació com delineant dels enginyers francesos que dirigirien les obres (Marchand i Brachelieu). Amb motiu del trasllat de la cort a Aranjuez, l'arquitecte Filippo Juvara (encarregat del projecte del Palau Reial de Madrid) té ocasió de veure uns croquis de Ventura Rodríguez, i sol·licita al rei que li fos assignat com delineant. L'arquitecte italià es va convertir llavors en mestre de Rodríguez, de manera que a la seva mort l'any 1736, el seu successor al capdavant del projecte del Palau Reial, Giovanni Battista Sacchetti, ho va mantenir amb ell. L'any 1741 ostentava ja el càrrec d'aparellador segon del Palau Reial.

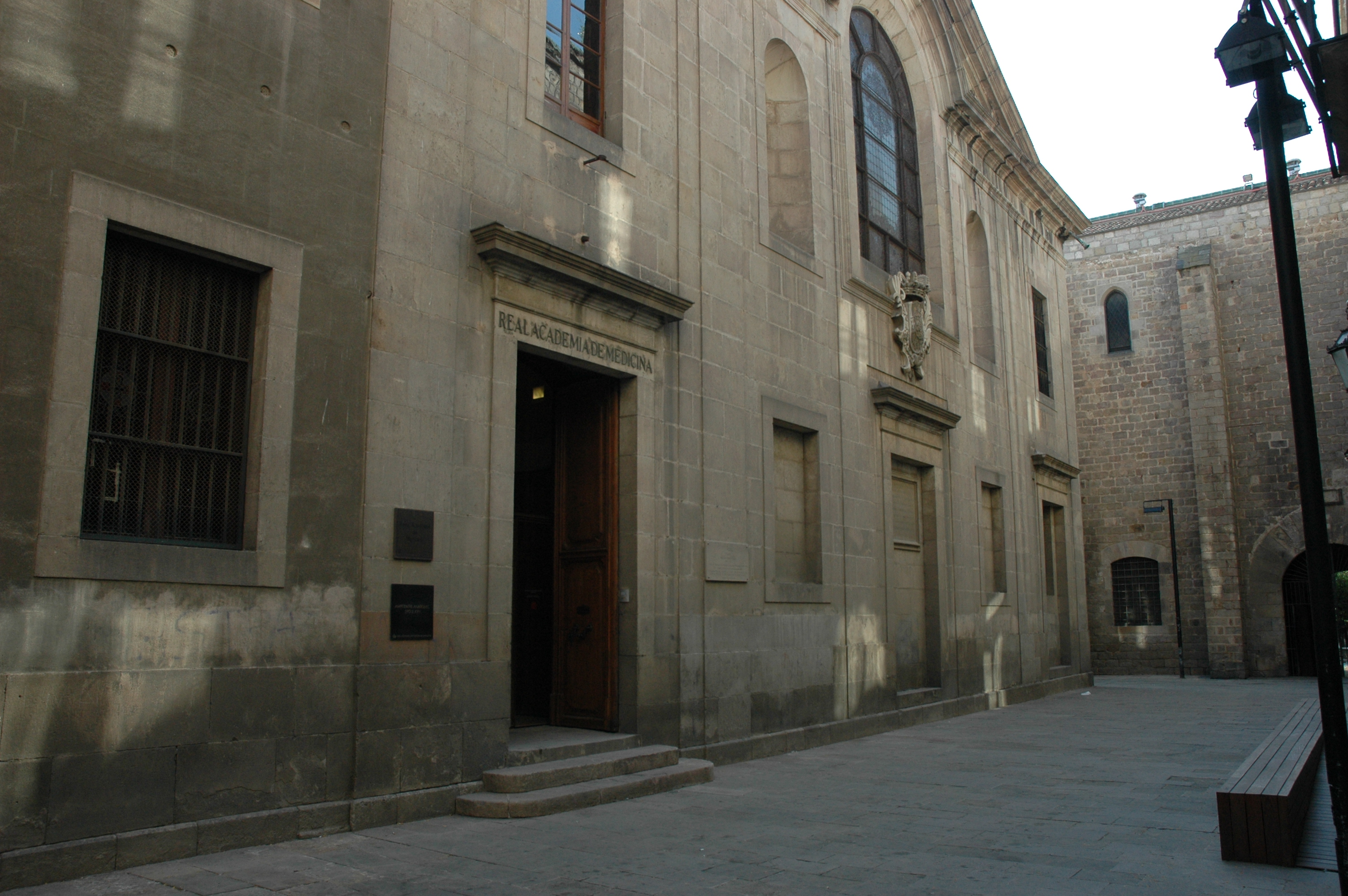
Façana del Col·legi de Cirurgia de Barcelona

Amb un profund coneixement de l'arquitectura de Gian Lorenzo Bernini i Francesco Borromini, va anar depurant els seus gustos barrocs per a seguir una línia més herreriana. El 1747 va ser nomenat a Roma acadèmic de mèrit de l'Acadèmia de Sant Lluc.
Va obtenir el títol de Mestre Major de l'Ajuntament de Madrid l'any 1764 i els seus informes van ser decisius per a l'ordenament urbà de la capital. Va desenvolupar també una activitat de gran dimensió fora de la cort dissenyant ajuntaments, escoles, ponts, escorxadors, etc. Serveixin com a exemples la plaça Major d'Àvila, l'Hospital General de Madrid, la façana de la catedral de Toledo, l'església del Sagrario (1761-1764) per a la Catedral de Jaén, els banys de Caldas (1773), el sanatori de Trillo (1775), la presó de Brihuega, l'església Larravezna, etc
Entre 1749 i 1753 construïx l'església parroquial de Sant Marc a Madrid, amb una planta de cinc el·lipses successives (sorprenent per la inversió de valors, l'articulació dissimètrica dels espais i la ressonància de les seves voltes el·líptiques) i una façana d'ordre gegant flanquejada per antecossos corbs que conformen un atri còncau. L'any 1752 va ser nomenat director dels estudis d'arquitectura de la Reial Acadèmia de Belles Arts de San Fernando de Madrid.
El 1750 va rebre l'encàrrec per a la remodelació i terminació de la basílica del Pilar de Saragossa. Els anteriors projectes d'Herrera, Perelada i Domingo de Yarza no assolien les tres exigències del capítol catedralici: distància convenient al riu, orientació apropiada i alineació de la fàbrica del temple d'acord amb la mirada de la verge. L'hàbil projecte de Ventura va satisfer tals requisits i, d'aquesta forma, l'arquitecte es va apuntar un dels seus majors i més populars triomfs. Va suggerir la solució de l'allotjament de la capella de la Verge a un templet de planta cuatrilobulada a força de sectors circulars i volta el·lipsoïdal. És precisament en aquesta capella on es produïx la transició de l'estil barroc al neoclàssic, manifestant-se aquest últim a la decoració de l'interior del temple.
El capítol de la catedral de Conca va reclamar els seus serveis per a aixecar un Transparent (vitrall que il·lumina i adorna el fons d'un altar) que rivalitzara amb l'aixecat per Narciso Tomé a la catedral de Toledo. Rodríguez ho va situar a una girola gòtica, de manera que reflectís gràcies a la il·luminació posterior i indirecta, per la qual cosa s'aconsegueixen uns espectaculars efectes. El 1754 va edificar la destruïda església de Sant Norbert i el 1755 va remodelar la del Reial Monestir de l'Encarnació a Madrid.

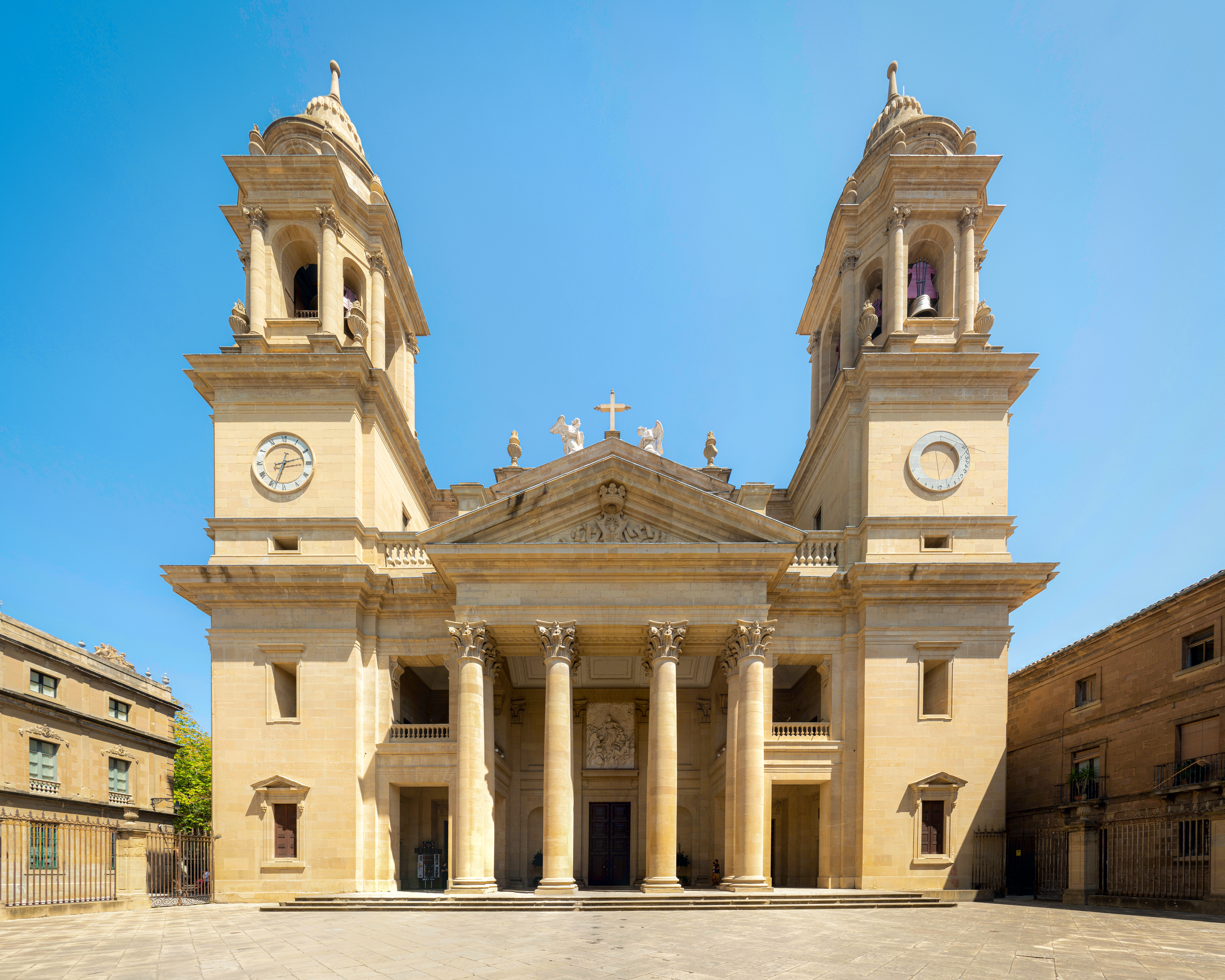
Façana de la Catedral de Pamplona

Cap al 1760, és molt influït per l'obra de Juan de Herrera, projectant edificis amb alçats molt simples i austers, basats en línies i elements geomètric, tot i que els interiors continuen essent barrocs. En són exemples el convent dels Agustins Filipins de Valladolid, el Col·legi de Cirurgia de Barcelona (1761, seu actual de la Reial Acadèmia de Medicina de Catalunya, amb un bonic teatre anatòmic), l'ajuntament d'Haro (1769) i el projectes per a la nova biblioteca reial i la fàbrica de vidre de La Granja.
Va obtenir el títol de Mestre Major de l'Ajuntament de Madrid l'any 1764 i els seus informes van ser decisius per a l'ordenament urbà de la capital. Va desenvolupar també una activitat de gran dimensió fora de la cort dissenyant ajuntaments, escoles, ponts, escorxadors, etc. Serveixin com a exemples la plaça Major d'Àvila, l'Hospital General de Madrid, la façana de la catedral de Toledo, l'església del Sagrario (1761-1764) per a la Catedral de Jaén, els banys de Caldas (1773), el sanatori de Trillo (1775), la presó de Brihuega, l'església Larravezna, etc
No obstant això, gens li va poder compensar de la pèrdua del favor real, al que es va unir el fracàs d'alguns projectes: la porta d'Alcalá (construïda finalment per Sabatini l'any 1764) o la basílica de San Francesc el Gran (també acabada per Sabatini el 1768). A tot això es va afegir la mort de la seva esposa l'any 1776.
Finalment, dintre de les obres de la seva última etapa, cap citar el palau de Boadilla del Monte per a l'infant don Luis (Madrid, 1776), el palau d'Almanzora, a la província d'Almeria, encarregat pel marquès de la Romana i la imponent façana de la catedral de Pamplona (1783), amb una portada plenament classicista, a força de columnata i frontó, i dues torres-campanar (vestigi de la seva etapa barroca) que confereixen verticalitat al conjunt.
Va morir a Madrid el 26 d'agost de 1785. Les seves restes reposen a la capella dels arquitectes de l'església de Sant Sebastià, a Madrid.

## Obres de Ventura Rodríguez
| Any                        | Nom                                                       | Ubicació                                                                              | Descripció | Estat                                                     | Foto exterior | Foto interior |  |
| -------------------------- | --------------------------------------------------------- | ------------------------------------------------------------------------------------- | --- | --------------------------------------------------------- | ------------- | ------------- |  |
| 1749-1759                  | Capella Reial (Palau Reial de Madrid)                     | Madrid                                                                                | De planta central, amb cúpula; al primer pis del palau, en l'eix central. | Bo                                                        |               |               |  |
| 1749-1753                  | Església de San Marcos                                    | Madrid 40° 25′ 29″ N, 3° 42′ 40″ O / 40.42472°N,3.71111°O                             | Planta formada per cinc el·lipses seguides; façana còncava d'ordre gegant | Bo                                                        |               |               |  |
| 1750-1765                  | Basílica del Pilar                                        | Saragossa 41° 39′ 17″ N, 0° 52′ 33″ O / 41.65472°N,0.87583°O                          | Remodelació i acabament de l'edifici | Bo                                                        |               |               |  |
| 1750-1765                  | Santa Capella de la Mare de Déu (Basílica del Pilar)      | Saragossa 41° 39′ 17″ N, 0° 52′ 33″ O / 41.65472°N,0.87583°O                          | Capella interior, com un baldaquí de planta curvilínea de creu grega, amb cúpula eliptica. Rodríguez delega la direcció de l'obra en José Ramírez de Arellano                                                                             | Bo                                                        |               |               |  |
| 1751-1792                  | Església (Monestir de Santo Domingo de Silos)             | Santo Domingo de Silos 41° 47′ 53″ N, 3° 25′ 09″ O / 41.79806°N,3.41917°O             | Quedà inacabada per manca de recursos: la cúpula no es pogué construir. | Bo                                                        |               |               |  |
| 1752                       | Capella del Transparent (Catedral de Conca)               | Conca 40° 04′ 43″ N, 2° 07′ 44″ O / 40.07861°N,2.12889°O                              | Altar en la girola gòtica de la catedral, segons el model del Transparent de la Catedral de Toledo | Bo                                                        |               |               |  |
| 1752                       | Reforma de l'església de San Felipe y Santiago el Menor   | Saragossa                                                                             | Modernització de l'edifici per a fer-lo més clàssic |                                                           |               |               |  |
| 1754                       | Església del Convent de Sant Norbert dels Premonstratencs | Madrid                                                                                | Enderrocat el 1810-1811 | Desaparegut                                               |               |               |  |
| 1755-1767                  | Interior de l'església del Reial Monestir de l'Encarnació | Madrid 40° 04′ 43″ N, 2° 07′ 44″ O / 40.07861°N,2.12889°O                             | Decoració interior | Bo                                                        |               |               |  |
| 1757-1775                  | Capella Reial (Santuari de San Pedro de Alcántara)        | Arenas de San Pedro 40° 13′ 53″ N, 5° 04′ 39″ O / 40.23139°N,5.07750°O                | Segueix el model de la Capella del Palau Reial de Madrid; interior decorat per Francesco Sabatini | Bo                                                        |               |               |  |
| 1759-1762, 1759-1930       | Convent dels Agustins Filipins                            | Valladolid 41° 38′ 38″ N, 4° 43′ 47″ O / 41.64389°N,4.72972°O                         | D'alçat neoclàssic, amb planta rectangular on s'inscriu l'església circular i un claustre quadrat | Bo, avui Museu Oriental                                   |               |               |  |
| 1761-1764                  | Col·legi de Cirurgia                                      | Barcelona 41° 22′ 54″ N, 2° 10′ 10″ E / 41.38167°N,2.16944°E                          | D'alçat neoclàssic, amb teatre anatòmic el·líptic cobert de cúpula | Bo, avui Reial Acadèmia de Medicina de Catalunya          |               |               |  |
| 1761-1764, 1801            | Capella del Sagrari (Catedral de Jaén)                    | Jaén 37° 45′ 55″ N, 3° 47′ 23″ O / 37.76528°N,3.78972°O                               | La va construir Manuel Martín Rodríguez | Regular                                                   |               |               |  |
| 1763-1765                  | Palau de l'infant Lluís de Borbó                          | Boadilla del Monte 40° 24′ 26″ N, 3° 52′ 29″ O / 40.40722°N,3.87472°O                 | | Bo                                                        |               |               |  |
| 1763-1765                  | Font                                                      | Boadilla del Monte 40° 24′ 26.92″ N, 3° 52′ 29.25″ O / 40.4074778°N,3.8747917°O       | Formava part dels jardins del Palau de l'infant Lluís de Borbó | Bo; restaurada el 1991                                    |               |               |  |
| 1765                       | Font de les Conquilles                                    | Campo del Moro (Madrid) 40° 25′ 7.36″ N, 3° 41′ 20.20″ O / 40.4187111°N,3.6889444°O   | Projecte arquitectònic; l'escultura és obra de Francisco Gutiérrez Arribas i Manuel Álvarez de la Peña. Formava part dels jardins del Palau de l'infant Lluís de Borbó a Boadilla del Monte; el 1841 fou traslladada a la ubicació actual | Bo                                                        |               |               |  |
| 1765-1776                  | Retaule major de la Catedral de Zamora                    | Zamora 41° 29′ 56″ N, 5° 45′ 17″ O / 41.49889°N,5.75472°O                             | De marbre i bronze daurat | Bo                                                        |               |               |  |
| 1767                       | Pòrtic de San Sebastián de Soreasu                        | Azpeitia 43° 10′ 51″ N, 2° 15′ 55″ O / 43.18083°N,2.26528°O                           | | Correcte                                                  |               |               |  |
| 1767-1769                  | Col·legiata de San Isidro                                 | Madrid 40° 24′ 46″ N, 3° 42′ 25″ O / 40.41278°N,3.70694°O                             | Reforma de l'interior, nous presbiteri i retaule major | Bo                                                        |               |               |  |
| 1768-1770                  | Capella de l'Hospici d'Oviedo                             | Oviedo 43° 21′ 47″ N, 5° 51′ 14″ O / 43.36306°N,5.85389°O                             | De planta circular. | Bo; avui, part de l'Hotel de la Reconquista               |               |               |  |
| 1769                       | Porta d'Atocha                                            | Madrid                                                                                | Enderrocada el 1850. | Desapareguda                                              |               |               |  |
| 1769                       | Ajuntament                                                | Haro 42° 34′ 37″ N, 2° 50′ 46″ O / 42.57694°N,2.84611°O                               | D'alçat neoclàssic | Bo                                                        |               |               |  |
| 1770-1772                  | Font dels Dofins (Escuelas Pías de San Antón)             | Madrid 40° 25′ 27″ N, 3° 41′ 55″ O / 40.42417°N,3.69861°O                             | En el mur del xamfrà de l'edifici. | Bo                                                        |               |               |  |
| 1771, 1774-1783            | Façana de l'església de l'Encarnació                      | Santa Fe (Granada) 37° 11′ 22″ N, 3° 45′ 05″ O / 37.18944°N,3.75139°O                 | Construïda per Domingo Loys de Monteagudo. | Correcte                                                  |               |               |  |
| 1771-1785                  | Finalització del Palau de Llíria                          | Madrid 40° 25′ 40″ N, 3° 42′ 45″ O / 40.42778°N,3.71250°O                             | Acaba les obres del palau, seguint el projecte original de Louis Guilbert, corregint-ne alguns aspectes menors | Bo; reconstruït després de 1939, quan fou greument malmès |               |               |  |
| 1772, 1788-                | Palau dels Comtes d'Altamira                              | Madrid 40° 25′ 18″ N, 3° 42′ 26″ O / 40.42167°N,3.70722°O                             | | Bo; restaurat, avui Istituto europeo di design            |               |               |  |
| 1772                       | Palau dels Marquesos d'Almanzora                          | Cantoria 37° 21′ 09″ N, 2° 11′ 37″ O / 37.35250°N,2.19361°O                           | Remodelat i alterat el 1872. | Mal estat                                                 |               |               |  |
| 1772-1785                  | Ermita de San Nicasio                                     | Leganés 40° 25′ 18″ N, 3° 42′ 26″ O / 40.42167°N,3.70722°O                            | | Bo                                                        |               |               |  |
| 1773                       | Projecte per a la façana de la Catedral de Toledo         | No realitzat                                                                          | Encàrrec per a la reforma de la façana, que planteja amb una façana neoclàssica pal·ladiana; fou rebutjat pel Capítol | Irrealitzat                                               |               |               |  |
| 1773                       | Balneari de Las Caldas                                    | Las Caldas (Oviedo) 43° 19′ 54.90″ N, 5° 55′ 27.09″ O / 43.3319167°N,5.9241917°O      | Projecte; construït en 1776 per Manuel Reguera. | Bo                                                        |               |               |  |
| 1775                       | Campanar de l'església de San Pedro ad Vincula            | Vallecas 40° 22′ 50″ N, 3° 37′ 13″ O / 40.38056°N,3.62028°O                           | | Bo                                                        |               |               |  |
| 1776 (projecte), 1780-1803 | Font d'Apol·lo o de les Quatre Estacions                  | Madrid 40° 25′ 1.76″ N, 3° 41′ 38.12″ O / 40.4171556°N,3.6939222°O                    | Escultura de Manuel Francisco Álvarez de la Peña (estacions) i Alfonso Giraldo Bergaz (Apol·lo). | Bo                                                        |               |               |  |
| 1776 (projecte), 1780-1792 | Font de Cibeles                                           | Madrid 40° 25′ 09″ N, 3° 41′ 35″ O / 40.41917°N,3.69306°O                             | Era al Salón del Prado; el 1900 es trasllada a la ubicació actual. Escultura de Francisco Gutiérrez Arribas (carro i deessa), Robert Michel (lleons) i Miguel Ximénez (ornaments).                                                        | Bo                                                        |               |               |  |
| 1776 (projecte), 1781-1782 | Font de la Carxofa                                        | Parc del Retiro (Madrid) 40° 24′ 31.37″ N, 3° 41′ 31.25″ O / 40.4087139°N,3.6920139°O | Era al Salón del Prado; el 1880 es trasllada a la ubicació actual. Escultura d'Alfonso Giraldo Bergaz, Antonio Primo i José Rodríguez. | Bo                                                        |               |               |  |
| 1777 (projecte), 1782-1786 | Font de Neptú                                             | Madrid 40° 24′ 55″ N, 3° 41′ 39″ O / 40.41528°N,3.69417°O                             | Escultura de Juan Pascual de Mena (Neptú) i José Arias, José Rodríguez, Pablo de la Cerda i José Guerra. Inicialment al Paseo de Recoletos, és al lloc actual des de 1898.                                                                | Bo                                                        |               |               |  |
| 1777-1784                  | Església de Nuestra Señora de la Asunción                 | Larrabetzu 43° 16′ 01″ N, 2° 47′ 00″ O / 43.26694°N,2.78333°O                         | | Correcte                                                  |               |               |  |
| 1778                       | Planta baixa de l'Ajuntament                              | Miranda de Ebro                                                                       | Construïda per Javier Ignacio de Echeverría i Domingo de Urizar | Bo                                                        |               |               |  |
| 1779                       | Palau de la Mosquera                                      | Arenas de San Pedro 40° 12′ 43″ N, 5° 05′ 22″ O / 40.21194°N,5.08944°O                | Palau per a Lluís de Borbó; restà inacabat | Bo; restaurat, avui és un centre cultural municipal       |               |               |  |
| 1779                       | Reial Casa de Misericòrdia                                | Tudela                                                                                | Traces; construït per José Marzal | Se'n conserva només la façana; avui, hotel                |               |               |  |
| 1779-1781                  | Presó de Carles III                                       | Brihuega 40° 45′ 38″ N, 2° 52′ 09″ O / 40.76056°N,2.86917°O                           | Projecte; construït per Feliciano de la Yzeguilla. | Bo                                                        |               |               |  |
| 1779-1784                  | Hospici d'Olot                                            | Olot 42° 10′ 52.74″ N, 2° 29′ 22.51″ E / 42.1813167°N,2.4895861°E                     | | Bo; avui, Museu de la Garrotxa                            |               |               |  |
| 1781                       | Cuatro Fuentes (projecte)                                 | Madrid 40° 24′ 44.54″ N, 3° 41′ 33.66″ O / 40.4123722°N,3.6926833°O                   | Quatre fonts diposades en requadre, esculpides per Narciso Aldebó, José Rodríguez, Roberto Michel, Francisco Gutiérrez Arribas i Alfonso Giraldo Bergaz.                                                                                  | Bo                                                        |               |               |  |
| 1782                       | Aqüeducte                                                 | Noain (Elortzibar) 43° 44′ 42″ N, 1° 37′ 45″ O / 43.74500°N,1.62917°O                 | Amb la col·laboració de Santos Ángel de Ochandátegui i, després, Francisco Alejo Aranguren. | Bo                                                        |               |               |  |
| 1782-1793                  | Acabament del campanar de la Catedral de Múrcia           | Múrcia 37° 59′ 02″ N, 1° 07′ 42″ O / 37.98389°N,1.12833°O                             | Últim cos octogonal i cúpula | Bo                                                        |               |               |  |
| 1783                       | Façana de la Catedral de Pamplona                         | Pamplona 42° 49′ 10″ N, 1° 38′ 28″ O / 42.81944°N,1.64111°O                           | Executada per Santos Ángel de Ochandátegui. | Bo                                                        |               |               |  |
| 1789 (acabat)              | Retaule del monestir de San Salvador de Lourenzá          | Lourenzá 43° 28′ 16″ N, 7° 17′ 58″ O / 43.47111°N,7.29944°O                           | Pintat i daurat per Juan Bernardo del Río. | Bo                                                        |               |               |  |